# Héctor Pulido
Héctor Pulido (20 de dezembro de 1942 – 18 de fevereiro de 2022) foi um futebolista mexicano que atuou como meio-campista. Jogou pela Seleção Mexicana entre 1967 e 1973, atuando em 43 partidas e marcando seis gols.[carece de fontes?] Fez parte da equipe do México na Copa do Mundo de 1970.

## Carreira
Ele começou sua carreira no Reboceros de La Piedad, no entanto, ele fez sua estréia profissional no Cruz Azul e depois se transferiu para o Jalisco, onde se aposentou.
No final de 1961, ele recebeu a oportunidade de ser jogador do La Piedad, até que em 1962 ele recebeu um convite de Jorge Marik, o treinador do Cruz Azul para jogar no time.
No Cruz Azul, conquistou diversos títulos: cinco da Liga MX, um da Copa México e três da Liga dos Campeões da CONCACAF.
Foi também coordenador das divisões de base da Cruz Azul.

## Morte
Pulido morreu em 18 de fevereiro de 2022.

## Títulos
- Campeonato Mexicano: 68-69, México '70, 71-72, 72-73 e 73-74
- Campeão dos Campeões: 1968 e 1972
- Liga dos Campeões da CONCACAF: 1969, 1970, 1971